# Черток, Борис Евсеевич
Бори́с Евсе́евич Черто́к (1 [14] марта 1912, Лодзь, Российская империя — 14 декабря 2011, Москва, Российская Федерация) — советский и российский учёный-конструктор, один из ближайших соратников С. П. Королёва. Герой Социалистического Труда (1961). Академик РАН (2000), доктор технических наук.

## Биография
Родился 1 марта 1912 года в городе Лодзь Российской империи (на территории современной Польши) в еврейской семье. Родители — Евсей Менасеевич Черток (1870—1943), служащий, работавший счетоводом, и Софья Борисовна Явчуновская (1880—1942), фельдшер-акушер.
В 1914 году Польша оказалась зоной военных действий. Родители с потоком русскоязычных беженцев выехали во внутренние районы России и поселились в Москве.
В МГТУ Бориса Чертока не приняли из-за графы «социальное происхождение», хотя экзамены он сдал — ему сказали: «Поработайте года три и приходите. Мы вас примем как рабочего, а не как сына служащих». В августе 1930 года он был принят на работу электромонтёром 4-го разряда в электроцех отдела оборудования (ОБО) на авиазавод № 22 в Москве, выпускавший самолёты ТБ-1. Участвовал во внедрении в производство самолёта ТБ-3 и в подготовке самолётов специального арктического варианта, на которых экспедиция И. Д. Папанина в 1937 году высадилась на льдину, начав тем самым работу полярной станции СП-1. Был ответственным инженером по электро- и радиооборудованию самолёта Н-209 С, на котором летел в США через Северный полюс С. А. Леваневский. В августе 1938 года занимал должность начальника конструкторской бригады «спецоборудования и вооружения самолётов» на том же заводе.
В 1934 году Черток поступил на вечернее отделение в Московский энергетический институт, который окончил в 1940 году; его однокурсником был будущий академик Г. С. Поспелов. С 1940 по 1945 год Б. Е. Черток работал в ОКБ главного конструктора В. Ф. Болховитинова на заводе № 84, затем на заводе № 293 и в НИИ-1 НКАП СССР под руководством генерал-лейтенанта авиации Я. Л. Бибикова.
В апреле 1945 года в составе специальной комиссии Б. Е. Черток был командирован в Германию, где до января 1947 года руководил работой группы советских специалистов по изучению ракетной техники.
2 мая 1945 года в звании майора он расписался на Рейхстаге, что считал счастливейшим достижением в своей жизни. В том же году вместе с А. М. Исаевым он организовал в советской оккупационной зоне (в Тюрингии) совместный советско-германский ракетный институт «Рабе», который занимался изучением и развитием техники управления баллистическими ракетами дальнего действия. На базе института в 1946 году был создан новый институт — «Нордхаузен», главным инженером которого был назначен С. П. Королёв. С этого времени Борис Евсеевич работал в тесном сотрудничестве с Королёвым.
В августе 1946 года приказами министров авиационной промышленности и вооружения Б. Е. Черток переведён на должность заместителя главного инженера и начальника отдела систем управления Научно-исследовательского института № 88 (НИИ-88) Министерства вооружения. Вся научно-инженерная деятельность Б. Е. Чертока с 1946 года была связана с разработкой и созданием систем управления ракетами и космическими аппаратами. Им создана школа, которая до настоящего времени определяет научные направления и уровень отечественной техники пилотируемых космических полётов.
В 1950 году он был переведён на должность заместителя начальника отдела, а в 1951 году — начальника отдела систем управления НИИ-88, Особого конструкторского бюро № 1 (ОКБ-1), главным конструктором которого был С. П. Королёв.
В 1974 году Б. Е. Черток назначен заместителем генерального конструктора Научно-производственного объединения «Энергия» по системам управления.
Наряду с научной постоянно вёл и преподавательскую работу: с 1947 года по 1978 год в МВТУ, с 1978 года и до конца своих дней в МФТИ, где заведовал кафедрой «Управление движением» факультета аэрофизики и космических исследований, читал курс «Управление большими космическими системами». Является заслуженным профессором МФТИ.
26 ноября 1968 года избран членом-корреспондентом Академии наук СССР (с 1991 года — Российская академия наук, РАН). С 26 мая 2000 года — действительный член РАН по Отделению механики и процессов управления (системы управления). В 1990 году он был также избран действительным членом Международной академии астронавтики. Б. Е. Черток являлся почётным членом Российской академии космонавтики и членом Международной академии информатизации.
Своё поразительное научное и творческое долголетие Борис Евсеевич Черток объяснял ставшим естественным постоянным стрессовым состоянием, связанным с частыми нештатными ситуациями на земле и в космосе. Всегда считал себя атеистом.

Могила Б. Е. Чертока на Новодевичьем кладбище Москвы

В понедельник 12 декабря 2011 года Борису Евсеевичу стало плохо, и он был госпитализирован в больницу РАН. Академик Борис Черток умер в 7:40 утра по местному времени 14 декабря 2011 года в Москве от пневмонии, не дожив до векового юбилея менее трёх месяцев. Прощание прошло в ЦДК им. М. И. Калинина в подмосковном Королёве. Похоронен 16 декабря 2011 года на Новодевичьем кладбище.

## Научная и инженерная деятельность
Б. Е. Черток является одним из основоположников теории и практики создания систем управления ракетами и космическими аппаратами. Его имя теснейшим образом связано со многими эпохальными событиями XX века — научно-технической революцией, прорывом человечества в космос. При его непосредственном участии были созданы и осуществлены первые советские баллистические ракеты, первый искусственный спутник Земли, первый полёт человека в космос, полёты АМС к Луне, Марсу и Венере, первые спутники связи «Молния», первые спутники дистанционного зондирования Земли, первые орбитальные станции и другие достижения советской космонавтики.
Среди учеников Б. Е. Чертока — 2 члена РАН, десятки докторов и кандидатов наук.

## Семья
Супруга — Екатерина Семёновна Голубкина (1910—2004), племянница А. С. Голубкиной.
Сыновья:
- Валентин (1939—2011), инженер, фотокорреспондент;
- Михаил (1945—2014)[8] — инженер, руководитель группы в РКК «Энергия» им. С. П. Королёва.

## Награды, премии и звания
Выдающиеся заслуги Б. Е. Чертока высоко оценены и научной общественностью. В 1961 году он был удостоен звания Героя Социалистического труда.
Б. Е. Черток — кавалер многих орденов и медалей СССР и России, других наград и премий:
- Орден «За заслуги перед Отечеством» IV степени (26 августа 1996 года) — за заслуги перед государством, большой вклад в становление и развитие отечественной ракетно-космической отрасли промышленности[9]
- Два ордена Ленина (1956, 1961)
- Орден Октябрьской Революции (1971)
- Орден Трудового Красного Знамени (1975)
- Орден Красной Звезды (1945)
- Медаль «За заслуги в освоении космоса» (12 апреля 2011 года) — за большие заслуги в области исследования, освоения и использования космического пространства, многолетнюю добросовестную работу, активную общественную деятельность[10].
- Ленинская премия (1957) — за участие в создании первых искусственных спутников Земли
- Государственная премия СССР (1976) — за участие в осуществлении проекта «Союз-Аполлон»
- Благодарность Президента Российской Федерации (9 апреля 1996 года) — за большой личный вклад в развитие отечественной космонавтики[11]
- Почётная грамота Правительства Российской Федерации (1 марта 2007 года) — за большой личный вклад в создание ракетно-космической техники и многолетний добросовестный труд[12]
- Премия имени Б. Н. Петрова РАН (1993) — за цикл работ по комплексам автоматического управления ракетно-космическими системами[5]
- Золотая медаль имени С. П. Королёва РАН (2007) — за цикл научных и конструкторских работ и публикаций[5]
- Международная премия Андрея Первозванного «За веру и верность» (2010)[13]
- Премия Правительства Российской Федерации имени Ю. А. Гагарина в области космической деятельности (2011) — за развитие ракетно-космической промышленности, организацию космической деятельности и использования её результатов в интересах науки, обеспечения социально-экономического развития и обороноспособности страны
- Премия «Человек года» в номинации «Человек-легенда» (2011, Федерация Еврейских общин России, посмертно)[14]
- Почётный гражданин г. Королёв (Московская область)[15]

В честь Б. Е. Чертока названа малая планета (6358) Черток, открытая астрономом Крымской астрофизической обсерватории Н. С. Черных 13 января 1977 года.

## Труды
Борис Черток — автор и соавтор более 200 научных трудов, в том числе ряда монографий, большинство из которых многие годы были засекречены.

### Некоторые из открытых работ
- Черток Б. Е.  Методы повышения надёжности управления движением космических аппаратов. — 1977.
- Черток Б. Е.  Опыт проектирования и разработки систем исполнительных органов для долговременных орбитальных станций. — 1986.
- Арманд Н. А., Семёнов Ю. П., Черток Б. Е.  Экспериментальное исследование в ионосфере Земли излучения рамочной антенны в диапазоне очень низких частот, установленной на орбитальном комплексе «Мир» — «Прогресс-28» — «Союз ТМ-2» // Радиотехника и электроника. — 1988. — Т. 33, № 11. — С. 2225—2233.
- Черток Б. Е.  Цифровой электрогидродинамический привод ракеты «Энергия». — 1990.
- Бранец В. Н., Клаб Д., Микрин Е. А., Черток Б. Е., Шеррил Д.  Развитие вычислительных систем с элементами искусственного интеллекта, применяемых в системах управления космическими аппаратами // Известия РАН. Теория и системы управления. — 2004. — № 4. — С. 127—145.
- Chertok B. E., Legostaev V. P., Mikrin E. A., Branets V. N., Gusev S. I., Clubb J., Sherrill J.  Onboard Control Complex for Vehicles Implementation Concept by ISS Example // Automatic Control in Aerospace 2004. Proceedings of 16th IFAC Symposium, St. Petersburg, Russia, 14—18 June 2004 (in three volumes). Vol. 1 / Ed. by A. Nebylov. — Oxford: International Federation of Automatic Control, 2005. — xiv + 600 p. — ISBN 0-08-044013-4. — P. 107—112.

### Ракеты и люди
В 1994—1999 годах Борис Черток при содействии супруги Екатерины Голубкиной подготовил уникальную историческую серию книг «Ракеты и люди» из четырёх монографий.
- Черток Б. Е. Ракеты и люди. — 2-е изд. — М.: Машиностроение, 1999. — 416 с. — 1300 экз. — ISBN 5-217-02934-X.
- Черток Б. Е. Ракеты и люди. Фили — Подлипки — Тюратам. — 2-е изд. — М.: Машиностроение, 1999. — 448 с. — 1300 экз. — ISBN 5-217-02935-8.
- Черток Б. Е. Ракеты и люди. Горячие дни холодной войны. — 2-е изд. — М.: Машиностроение, 1999. — 448 с. — 1300 экз. — ISBN 5-217-02936-6.
- Черток Б. Е. Ракеты и люди. Лунная гонка. — 2-е изд. — М.: Машиностроение, 1999. — 538 с. — 5027 экз. — ISBN 5-217-02942-0.

#### Перевод на английский язык
Отдел истории НАСА опубликовал в 2005—2011 годах четыре переведённых тома серии «Ракеты и люди». Издание вышло под редакцией историка космонавтики Асифа Сиддики, автора книги «Вызов Аполлону: Советский Союз и космическая гонка, 1945—1974».
- Boris Chertok. Rockets and People, 2005. ISBN 0-16-073239-5. NASA.
- Boris Chertok. Rockets and People, Volume 2: Creating a Rocket Industry, 2006. ISBN 0-16-076672-9. NASA.
- Boris Chertok. Rockets and People, Volume 3: Hot Days of the Cold War, 2009. ISBN 0-16-081733-1. NASA.
- Boris Chertok. Rockets and People, Volume 4: The Moon Race, 2011. NASA[17].

## Фильмография
- «Борис Черток. Выстрел во Вселенную» — документальный фильм, снят в 2009 г.
- «Борис Черток. 100 лет: тангаж в норме» — документальный фильм, снят в 2011 г.
- «Время первых» — художественный фильм, снят в 2017 г., роль исполняет Юрий Ицков

### Биографические материалы
- ЧЕРТОК Борис Евсеевич. Большая российская энциклопедия
- Борис Евсеевич Черток. Сайт «Герои страны».
- Биография на сайте «Международный Объединённый Биографический Центр».
- Профиль Бориса Евсеевича Чертока на официальном сайте РАН
- Черток Б. Е. // (Его произведения и о нём) на портале «Семейные истории».
- Академику Борису Чертоку 97 лет. Телестудия Роскосмоса
- Интернет-выставка «Я родился в 1912 году…». К 100-летию со дня рождения академика Б. Е. Чертока [РГАНТД]
- Б. Е. Черток // Космический мемориал.
- Черток Борис Евсеевич// Семейные истории.
- Фото покорителей космоса.
- О первом запуске Р-7 на предельную дальность рассказывает учёный и конструктор ракетно-космической техники соратник и заместитель С.П. Королёва Герой Социалистического Труда Б.Е. Черток // Социально-просветительный портал «Труженики космоса»

### Доклады
- Наша космонавтика — триумф и драма. Доклад академика Бориса Чертока на XXVI Королевских чтениях 30 января 2002 года. Часть 1, часть 2
- Какой будет космонавтика в 2101 году. Доклад академика Бориса Чертока на XXXIII Королевских чтениях январь 2009 года.